# توکوگاوا تاکاچیو
توکوگاوا تاکاچیو ((به ژاپنی: 徳川 寿千代 Tokugawa Takachiyo); ۱ آوریل ۱۸۶۰ – ۱ مارس ۱۸۶۵) سامورایی اهل ژاپن پس از  توکوگاوا یوشی‌یوری رهبر خاندان تایاسو توکوگاوا بود.